# Sausalito (Californie)
Pour les articles homonymes, voir Sausalito.
Sausalito est une municipalité américaine qui se trouve dans le comté de Marin, dans l'État de Californie, en banlieue nord de San Francisco, ville à laquelle elle est reliée par le célèbre pont du Golden Gate.

## Histoire
Pendant la prohibition, Sausalito accueillait de nombreux tripots qui vendaient de l'alcool. Pendant la Seconde Guerre mondiale, un chantier assemblait des navires de guerre, cargos et pétroliers. Il devint ensuite une casse pour bateaux. Dans les années 1960-1970, les hippies investissent les lieux et résident dans des bateaux-maisons (house boats) faisant de Sausalito une ville flottante unique dans la baie de San Francisco. Péniches rafistolées et house-boats sophistiqués composent des villages flottants aux superstructures les plus excentriques. Finalement, la cité a fini par s'embourgeoiser et les loyers ont grimpé rapidement. Autrefois haut lieu de la contre-culture, Sausalito est désormais un des sites préférés des bourgeois-bohèmes qui ont fait fortune dans la Silicon Valley.

## Démographie
| Groupe            | Sausalito | Californie | États-Unis |
| ----------------- | --------- | ---------- | ---------- |
| Blancs            | 90,6      | 57,6       | 72,4       |
| Asiatiques        | 4,8       | 13,1       | 4,8        |
| Métis             | 2,5       | 4,9        | 2,9        |
| Afro-Américains   | 0,9       | 6,2        | 12,6       |
| Autres            | 0,8       | 17,0       | 6,2        |
| Amérindiens       | 0,2       | 1,0        | 0,9        |
| Océaniens         | 0,1       | 0,4        | 0,2        |
| Total             | 100       | 100        | 100        |
|                   |           |            |            |
| Latino-Américains | 4,1       | 37,6       | 16,7       |

Selon l'American Community Survey pour la période 2011-2015, 82,89 % de la population âgée de plus de 5 ans déclare parler l'anglais à la maison, 7,21 % l'espagnol, 1,65 % le perse, 1,53 % le japonais, 1,49 % déclare parler le français, 1,02 % le portugais, 0,96 % l'allemand, 0,89 % le russe, 0,63 % l'italien, 0,58 % le tagalog et 1,15 % une autre langue.
| 1880 | 1890  | 1900  | 1910  | 1920  | 1930  |
| ---- | ----- | ----- | ----- | ----- | ----- |
| 476  | 1 334 | 1 628 | 2 383 | 2 790 | 3 667 |

| 1940  | 1950  | 1960  | 1970  | 1980  | 1990  |
| ----- | ----- | ----- | ----- | ----- | ----- |
| 3 540 | 4 828 | 5 331 | 6 158 | 7 338 | 7 152 |

| 2000  | 2010  | - | - | - | - |
| ----- | ----- | - | - | - | - |
| 7 330 | 7 061 | - | - | - | - |

## Curiosités
Parmi les maisons flottantes de Sausalito, the train Wreck se distingue par son originalité : elle est composée de plusieurs moitiés de vieux wagons-restaurants Pullman.